# Danh sách Quận trưởng Thành phố Luân Đôn
Đây là danh sách Cảnh sát trưởng thành phố Luân Đôn:

## Cảnh sát trưởng Luân Đôn
Cảnh sát trưởng của Luân Đôn trước thế kỷ 12:
- Wolgarius
- Geffrey de Magnum
- Hugh Bock
- William de Eynesford
- 1125–1141[cần dẫn nguồn] Abericus de Vere (bị giết vào tháng 5, 1141)
- Gilbert Beck, Peter Fitz-Walter
- John Fitz-Negelly, Ernulph Buchel

### Thế kỷ 12
Cảnh sát trưởng của Luân Đôn trong thế kỷ 12:
- 1128 Fulcred Fitz Walter
- 1130 4 cảnh sát trưởng
- 1134–1141 Osbert Huitdeniers
- 1142 Geoffrey de Mandeville
- 1154 4 cảnh sát trưởng
- 1155 Gervase de Cornhill[2] and John
- 1156 Gervase de Cornhill[2] và John con trai của Radulph
- 1157 Gervase de Cornhill[2]
- 1158 Remiencus, con trai của Berigarii
- 1159
- 1160 John, con trai của Radulph
- 1160–1161 Gervase de Cornhill[3]
- 1161 Erisaldus Sutarius and Vital clericus
- 1162–1168 Remiencus, con trai của Berigarii và William, con trai của Isabel
- 1169 Johm Bievinitte và Baldwin clericus
- 1170–1173 Rad Orificus và Rad Vinter
- 1174–1176 Bricknerus de Haverhill và Peter, con trai của Walter
- 1177 William, con trai của Isabel
- 1178 Waleran and John, con trai của Nigel
- 1179 William, con trai của Isabel and Arnolphus Buxell
- 1180–1182 William và Reginald le Vielle
- 1183–1188 William, con trai của Isabel
- 1188 Henry de Cornhill (con trai của Gervase, HS 1155), Richard Reyner
- 1189 John Herlisum, Roger le Duc
- 1190 William de Havylle, John Bokoynte
- 1191 Nichole Duket, Peres Nevlum
- 1192 Roger le Duc, Roger fil. Alani
- 1193 William fil. Isabel, William fil. Aluf
- 1194 Robert Besant, Jukel Alderman
- 1195 Godard de Antioche, Ro. fil. Durant
- 1196 Robert Blundul, Nichole Duket
- 1197 Constantine fil. Aluf (hanged 1222), Rob. de Bel
- 1198 Arnaud fil. Aluf. Rich. fil. Barthelmi
- 1199 Roger de Desert, Jacob Alderman

### Thế kỷ 13
Cảnh sát trưởng của Luân Đôn trong thế kỷ 13:
- 1200 Simon de Aldermanbury, William fil. Aliz
- 1201 Norman le Blunt, John de Ely
- 1202 Walter le Brun, William Chaumberleyn
- 1203 Thomas de Haville, Hamund Brand.
- 1204 John Waleran, Richard de Winchester
- 1205 John Elylond, Edmund de la Halle
- 1206 Serle Mercier, Henry de Sent Auban
- 1207 Robert de Wincestre, William Hardell
- 1208 Thomas fil. Neel, Peres le Duc (Peter Duke, con trai của Roger, HS 1189)
- 1209 Peres le Juneen, William Wite
- 1210 Stephen Crassul (le Gros), Adam Whiteby
- 1211 Goce fil. Peres, John Gerlande
- 1212 Constantine Unienis (le Juvene), Ralph Elyland
- 1213 Martin fil. Aliz, Peter Bate
- 1214 Salomon de Basing, Hugo de Basing
- 1215 Andrew Nevelun, John Travers
- 1216 Benet le Seynter, William Blundus
- 1217 Ralph Elyland, Thomas Bokerel
- 1218 Goce le Pesur, John Viel
- 1219 John Viel, Richard de Wimbledon
- 1220 Richard Renger, Goce Juniens
- 1221 Richard Renger, Thomas Lambert
- 1222 Thomas Lambert, William Joyner
- 1223 John Travers, Andrew Bokerel
- 1224 John Travers, Andrew Bokerel
- 1225 Martyn fil. William, Roger le Duc (Roger Duke, con trai của Peter, HS 1208)
- 1226 Martyn fil. William, Roger le Duc
- 1227 Henry de Cochin, Stephen Bokerel
- 1228 Henry de Cochin, Stephen Bokerel
- 1229 Robert fil. John, Walter de Winchester
- 1230 John de Woburne, Richard fil. Walter
- 1231 Walter de Busle, Michael de Seynt Helen
- 1232 Henry Edelmonton, Gerard Bat
- 1233 Roger Blundus, Simon fil. Marie
- 1234 Radulph Eswy, John Norman
- 1235 Gerard Bat, Robert Hardel
- 1236 Henry de Cochin, Jurdan de Coventry
- 1237 John de Walbroc, Gervase Chaumberleyne
- 1238 John de Wilehale, John de Coudres
- 1239 Reiner de Bungeye, Radulph Aswy
- 1240 Michael Tovey, Jean de Gisors
- 1241 John Viel the younger, Thomas Duresme
- 1242 Ralph Eswy, Robert fil. John
- 1243 Adam de Gyseburne, Hugo Blundul
- 1244 Nicholas Bat, Radulph de Arcubus (Ralph de Bow)
- 1245 Nicholas Bat (thay thế bởi Robert de Cornhull), Adam de Benetleye
- 1246 Simon fil. Marie, Laurence de Frowick
- 1247 William Viel, Nichole Bat
- 1248 Nicholas fil. Jocei, Galfred de Wincestre
- 1249 John Tolesan, Radulph Hardel
- 1250 Humfrey le Fevre, William fil. Richard
- 1251 Nichole Bat, Laurence de Frowik
- 1252 William de Duresme, Thomas de Winburne
- 1253 Richard Picard, John de Northampton
- 1254 William Eswy, Robert de Linton (cả hai thay thế bởi Stephen de Oystergate và Henry Walerund)
- 1255 Mathias Bokerel, John le Minor
- 1256 William Eswy, Richard Ewelle
- 1257 Thomas Fitzthomas, Robert de Catelonie (chết và được thay bởi Mathew Bukerel sau đó William Grapefige)
- 1258 John Adrian, Robert de Cornhull
- 1259 Adam Browning, Henry de Coventry
- 1260 Richard Picard, John de Northampton
- 1261 Philip le Tailleur, Richard de Walbrook
- 1262 Osbert de Suffolchia (Suffolk), Robert de Munpeylers (Montpellier)
- 1263 Gregory de Rokesley, Thomas de Forde
- 1264 Edward Blund, Peter Fitz Aunger
- 1265 Gregory de Rokesley, Simon Hadestok
- 1266 John Adryan, Lucas Badencourt thay thế bởi Roger Marshal và Robert de Lintone
- 1267 William de Durham, Walter Hervey
- 1268 Thomas Basynge, Robert de Cornehyll thay thế bởi Philip Taylour và Walter Porter
- 1269 Walter Porter, Philip Taylour
- 1270 Gregory de Rokesley, Henry le Walleis
- 1271 Rychard Parys, John Bedyll
- 1272 Johan Horne, Walter Porter (2nd term)
- 1273 Nicholas Wynchester, Henry Coventry
- 1274 Lucas Badencourt, Henry Frowyke
- 1275 Johan Horne, Rauffe Blount
- 1276 Robert Bracey, Rauffe Fenour
- 1277 Johan Adryan, Walter Langley
- 1278 Robert Basyng, Wyllyam Meyre
- 1279 Thomas Fox, Rauffe de la Mare
- 1280 Wylliam Faryngdon, Nicholas Wynchester
- 1281 Wylliam Meyre, Richard Chigwell
- 1282 Rauffe Blunt, Ankeryn Betavill
- 1283 Jordan Goodchepe, Martyn Box
- 1284 Stephen Cornehyll, Robert Rokesley
- 1285 Walter Blount, John Wade
- 1286 Thomas Crosse, Willyam (hoặc Walter) Hawteyn
- 1287 Wyllyam Hereford, Thomas Stanys
- 1288 Wylliam Betayn, Johan of Canterbury
- 1289 Fulke of St. Edmunde, Saloman Langforde
- 1290 Thomas Romayn, Wylliam de Lyre
- 1291 Rauffe Blount, Hamonde Boxe
- 1292 Henry Bale, Elias Russell
- 1293 Robert Rokesley (trẻ), Martyn Awbry
- 1294 Henry Boxe, Richarde Gloucester
- 1295 Johan Dunstable, Adam de Halyngbery
- 1296 Thomas Suffolk, Adam de Fulham
- 1297 Richard de Refham, Thomas Sely
- 1298 John Armenter, Henry Fingrith
- 1299 Lucas de Havering, Richard Champneys
- 1268 William Haddystoke, Anketyll de Alverne[4]
- 1297 John de Stordforde, William de Stortforde[4]

### Thế kỷ 14
Cảnh sát trưởng của Luân Đôn trong thế kỷ 14:
- 1300 Robert Caller, Peter Bosham
- 1301 Hugh Pourt, Simon Parys
- 1302 William Combmartyn, John de Burfforde
- 1303 Roger Parys, John Lyncoln
- 1304 Reginald Doderell, William Canfyn
- 1305 Symon Bolet, Godfrey de la Conduyt
- 1307 Nicholas Pygotte, Nygell Drury
- 1308 Wyllyam Basynge, John Butler
- 1309 James of St. Edmunde, Roger Palmer
- 1310 Simon Cooper, Peter Blacknay
- 1311 Simon Merwode, Rychard Wylforde
- 1312 John Lambyn, Adam Lutekyn
- 1313 Adam Burden, Hugh Gayton
- 1314 Stephen of Abyngdone, Hamo de Chigwell
- 1315 Hamonde Goodchepe, William Redynge
- 1316 Wyllyam Caston, Rauffe Palmer
- 1317 John Pryoure, Wylliam Furneux
- 1318 John Pulteney, John Dallynge
- 1319 Symon Abyngdon, John Preston
- 1320 Reynolde at Conduit, William Prodham
- 1321 Rychard Constantyne, Richard Hackeney
- 1322 John de Grantham, Rycharde of Ely
- 1323 Adam Salisbury, John of Oxenford
- 1324 Benet of Fulham, John Causton
- 1325 Gylbert Moordon, John Cotton
- 1326 Richard Rothing, Roger Chauntcler
- 1327 Henry Darcey, John Hawteyne
- 1328 Symon Fraunces, Henry Combmartyne
- 1329 Rychard Lazar, Henry Gysors
- 1330 Robert of Ely, Thomas Harwode
- 1331 Johan Mockynge, Andrew Aubrey
- 1332 Nicholas Pyke, Johan Husband
- 1333 Johan Hamonde, Wylliam Hansarde
- 1334 Johan Kyngston, Walter Turke
- 1335 Walter Mordon, Richard Upton
- 1336 Wyllyam Brykelsworth, In. Northall
- 1336 John Clarke và William Curteis
- 1337 Walter Neale, Nicholas Crane
- 1338 Wylliam Pountfreyt, Hugh Marbre
- 1339 Wylliam Thorney, Roger Forsham
- 1340 Adam Lucas, Bartholomewe Morris
- 1341 Richard Barkinge, John Rockyslec
- 1342 John Lovekyn, Richard de Kislingbury
- 1343 John Stewarde, John Aleysham
- 1344 Geoffrey de Wychingham, Thomas Legge
- 1345 Edmond Hempnall, John Glouceter
- 1346 John Croydon, William Clopton
- 1347 Adam Bramson, Richard Basingstoke
- 1348 Henry Picard, Symond Dolsely
- 1349 Adam Bury, Rauffe Lynne
- 1350 John Notte, Wyllyam Worcestre
- 1351 John Wroth, Gylbert Steynthorpe
- 1352 John Pecche, Johan Stotley
- 1353 John Wilde, Johan Lytell
- 1354 William Notingham, Richard Smelt
- 1355 Thomas Forster, Thomas Brandon
- 1356 Richard Notingham, Thomas Dosell
- 1357 Stephen Cavendisshe, Bartholemew Frestelyng
- 1358 John Bernes, John Buryn
- 1359 Symond de Benyngton, John de Chichester
- 1360 Johan Denys, Walter Borney
- 1261 Wyllyam Holbech, James Tame
- 1362 John of St. Albanes, James Andrewes
- 1363 Richard Croydon, Johan Hyltoste
- 1364 Johan of Metforde, Symon de Mordon
- 1365 John Bykylsworth, Johan Irelande
- 1366 John Warde, Wyllyam Dykman
- 1367 John Tergolde, William Dykman
- 1368 Adam Wymbyngham, Robert Gyrdeler
- 1369 Johan Pyell, Hugh Holdyche
- 1370 William Walworth, Robert Gayton
- 1371 Robert Hatfelde, Adam Stable
- 1372 John Philpot, Nicholas Brembre
- 1373 John Awbry, John Fysshyde
- 1374 Sir Richard Lyons, Wylliam Wodhouse
- 1375 John Hadley, Wylliam Newporte
- 1376 Johan Northampton, Robert Launde
- 1377 Andrew Pykman, Nicholas Twyford
- 1378 John Boseham, Thomas Cornwaleys
- 1379 John Heylesson, Wylliam Baret
- 1380 Walter Doket, Wylliam Knyghthode
- 1381 John Rote, Johan Hynde
- 1382 John Sely, Adam Bamme
- 1383 Symond Winchcombe, John More
- 1384 Nicholas Ereton, John Fresshe
- 1385 John Organ, Johan Churchman
- 1386 William Standon, William More
- 1387 Wyllyam Venour, Hughe Forstalfe
- 1388 Thomas Austeyne, Adam Carllyll
- 1389 Johan Walcot, Johan Loveney
- 1390 Thomas Vynant, John Francis
- 1391 John Shadworth, Henry Vaunere
- 1392 Giibert Manfelde, Thomas Newyngtyn
- 1393 Richard Whyttington, Drugo Barentyn
- 1394 Wyllyam Brampton, Thomas Knollys
- 1395 Roger Ellys, Johan Sheryngham
- 1396 Thomas Wylforde, Wylliam Parker
- 1397 William Askham, John Woodcock
- 1398 Johan Wade, Johan Warner
- 1399 William Walderne, William Hyde, Richard Marlowe

### Thế kỷ 15
Cảnh sát trưởng của Luân Đôn trong thế kỷ 15:
- 1400 Wyllyam Wakele, William Eliot
- 1401 Wylliam Venour, William Fremyngham
- 1402 Richard Marlowe, Robert Chichele
- 1403 Thomas Fauconer, Thomas Poll
- 1404 William Lowste, Stephen Spylman
- 1405 Henry Barton, William Cromer
- 1406 Nycholas Wootton, Godfrey Brooke
- 1407 Henry Pomfret, Henry Hatton
- 1408 Thomas Duke, William Norton
- 1409 John Lawe, William Chycheley
- 1410 John Penne, Thomas Pyke
- 1411 John Reynwell, William Cotton
- 1412 Rauf Levenham, William Sevenoke
- 1413 John Sutton, John Michell
- 1414 John Mychell, Thomas Aleyn
- 1415 Aleyn Everard, Thomas Cambridge
- 1416 Robert Whityngdon, John Coventry
- 1417 Henry Rede, John Gedney
- 1418 John Bryan, chết và được thay thế bởi J. Parnasse, Rauf. Barton
- 1419 Robert Whytingham, John Butler
- 1420 Johan Boteler, William Welles
- 1421 Richard Gosselyn, William Weston
- 1422 William Eastfeld, Robert Tatersale
- 1423 Nycholas James, Thomas Wadeforde
- 1424 Symon Seman, John Bywater
- 1425 Wylliam Mylred, John Brokley
- 1426 John Arnold, Johan Highman
- 1427 Henry Frowick, Robert Oately
- 1428 Thomas Duffhouse, Rauffe Holand
- 1429 Johan Ruse, Rauffe Holand
- 1430 Water Chertsey, Robert Large
- 1431 John Atherley, Stephen Browne
- 1432 John Olney, Johan Paddysley
- 1433 Thomas Chalton, Johan Lynge
- 1434 Thomas Bernwell, Simon Eyre
- 1435 Thomas Chatworth, Robert Clopton
- 1436 Thomas Marsted, William Gregory
- 1437 Wylliam Chapman, Wylliam Halys
- 1438 Hugh Dyke, Nicholas Yeo
- 1439 Robert Markhall, Phylyp Malpas
- 1440 John Sutton, William Whetenhall
- 1441 William Cumbys, Richard Ryche
- 1442 Thomas Beaumont, Richard Nordon
- 1443 Nicholas Wyfold, Johan Norman
- 1444 Stephen Foster, Hugh Wyche
- 1445 John Derby, Geoffrey Fielding
- 1446 Robert Horne, Geoffrey Boleyn
- 1447 Wylliam Abraham, Thomas Scot
- 1448 Wylliam Cantlow, William Marlowe
- 1449 William Hewlyn, Thomas Canynges
- 1450 John Mydylton, Wyllyam Dere
- 1451 Matthew Philip, Christofer Marton
- 1452 Richard Leigh, Richarde Alley
- 1453 Johan Walden, Thomas Cooke
- 1454 Johan Felde, William Taillour
- 1455 John Yonge, Thomas Oulgrave
- 1456 Johan Steward, Ralph Verney
- 1457 Wyllyam Edward, Thomas Reyner
- 1458 Ralph Josselyn, Richard Nedeham
- 1459 Johan Plummer, Wyllyam Stocker
- 1460 Rychard Hemynge, Johan Lambarde
- 1461 John Lok, George Irelande
- 1462 William Hampton, Bartholomew James
- 1463 Robert Basset, Thomas Muschamp
- 1464 John Tate, Johan Stone
- 1465 Sir Henry Wavyr, James Constantyne
- 1466 Johan Brown, Henry Bryce, chết và thay thế bởi John Stockton
- 1467 Humphrey Heyford, Thomas Stalbroke
- 1468 William Heriot, Symond de Smyth
- 1469 Robert Drope, Richard Gardyner
- 1470 John Crosby, John Warde
- 1471 John Alleyn, John Shelley
- 1472 John Browne, Thomas Bledlow
- 1473 William Stoker, Robert Billesdon
- 1474 Edmund Shaa, Thomas Hill
- 1475 Hugh Bryce, Robert Colwych
- 1476 Richard Rawson, William Horne
- 1477 John Stocker, Henry Colet
- 1478 Robert Hardynge, Robert Byfelde
- 1479 Thomas Ilam, John Warde
- 1480 William Danyell, William Bacon
- 1481 Robert Tate, William Wyking, Richard Chawrey
- 1482 William White, John Mathew
- 1483 Thomas Norlond, William Martyn
- 1484 Richard Chestir, Thomas Bretayn, Ralph Astrie
- 1485 Robert Tate, John Tate
- 1486 Hugh Clopton, John Percival
- 1487 Johan Fenkyll, William Remyngton
- 1488 William Isaak, Rauf Tilney
- 1489 William Capel, John Brooke
- 1490 Henry Coote, Robert Revell, Hugh Pemberton
- 1491 Thomas Wood, William Browne
- 1492 William Purchas, William Walbek
- 1493 Robert Fabyan, John Wyngar
- 1494 Nicholas Ailwyn, Johan Warner
- 1495 Thomas Kneesworth, Henry Somyr
- 1496 John Shaa, Richard Haddon
- 1497 Bartholomew Reade, Thomas Wyndowght
- 1498 Thomas Bradbury, Stephen Jenyns
- 1499 James Wilforde, Rychard Brond

### Thế kỷ 16
Cảnh sát trưởng của Luân Đôn trong thế kỷ 16:
- 1501 Johan Hawys, William Stede
- 1502 Sir Lawrence Aylmer, Henry Hede
- 1503 Henry Keble, Nycholas Nynes
- 1504 Christopher Hawys, Robert Wattes, Thomas Granger
- 1505 Roger Achylly, William Browne
- 1506 Richard Shore, Roger Grove
- 1507 William Copinger, Thomas Johnston, William Fitzwilliam
- 1508 William Butler, Johan Kirkby
- 1509 Thomas Exmewe, Rychard Smyth
- 1510 George Monoux, John Doget
- 1511 John Milborne, John Rest
- 1512 Nicholas Skelton, Thomas Mirfyn
- 1513 Robert Aldarnes, Robert Fenrother
- 1514 John Dawes, John Brydges, Roger Bafford
- 1515 James Yarford, John Monday
- 1516 Henry Warley, Richard Grey, William Bailey
- 1517 Thomas Seymour, John Thurston
- 1518 Thomas Baldrie, Ralph Simonds
- 1519 John Alleyn, James Spencer
- 1520 John Wilkinson, Nicholas Patrich
- 1521 Sir John Skevington, John Kyme
- 1522 John Breton, Thomas Pargiter
- 1523 John Rudston, John Champneys
- 1524 Michael English, Nicholas Jenyns
- 1525 Ralph Dodmer, William Roche
- 1526 John Caunton, Christopher Askew
- 1527 Stephen Peacock, Nicholas Lombard
- 1528 John Hardy, William Holles
- 1529 Ralph Warren, John Long
- 1530 Michael Dormer, Walter Champion
- 1531 William Dauntsey, Richard Champion
- 1532 Richard Gresham, Edward Altham
- 1533 Richard Reynolds, Nicholas Pinchon, John Martin, John Priest
- 1534 William Forman, Sir Thomas Kitson
- 1535 Nicholas Leveson, William Denham
- 1536 Humfrey Munmoth, John Coates
- 1537 Robert Paget, William Bowyer
- 1538 Sir John Gresham, Thomas Lewen
- 1539 William Wilkinson, Nicholas Gibson
- 1540 John Feiry, Thomas Huntlow
- 1541 William Laxton, Sir Martin Bowes
- 1542 Rowland Hill, Henry Suckley
- 1543 Henry Huberthorn, Henry Amcotes
- 1544 John Tolous, Richard Dobbs
- 1545 John Wilford, Andrew Judde
- 1546 George Barne II, Ralph Alleyn
- 1547 Richard Jarveis, Thomas Curtis
- 1548 Thomas White, Robert Charse
- 1549 William Lok (cháu trai của John Lok, HS 1461), Sir John Ailife
- 1550 Richard Turke, John Yorke
- 1551 Augustine Hind, Sir John Lyon
- 1552 John Lambert, John Cowper
- 1553 William Gerard, John Maynard
- 1554 Thomas Offley, William Hewett
- 1555 David Woodroffe, William Chester
- 1556 Thomas Leigh, John Machell
- 1557 William Harpur, John Whyte
- 1558 Richard Mallory, James Altham
- 1559 John Halse, Richard Champion
- 1560 Thomas Lodge, Roger Martyn
- 1561 Christopher Draper, Thomas Rowe
- 1562 Alexander Avenon, Humphrey Baskervile
- 1563 William Allen, Richard Chamberlaine
- 1564 Edward Bankes, Rowland Hayward
- 1565 Edward Jakeman, Lionel Duckett
- 1566 John Rivers, James Hawes
- 1567 Richard Lambert, Ambrose Nicholas, John Langley
- 1568 Thomas Ramsey, William Bond
- 1569 John Oleph, Robert Harding, James Bacon
- 1570 Henry Becher, William Dane
- 1571 Frances Barnham, William Box
- 1572 Henry Miles, John Branche
- 1573 Richard Pype, Nicholas Woodroffe (con trai của David Woodroffe, HS 1554)
- 1574 James Harvey, Thomas Pullyson
- 1575 Thomas Blanke, Anthony Gamage
- 1576 Edward Osborne, Wolstan Dixie
- 1577 William Kimpton, George Barne
- 1578 Nicholas Backhouse, Francis Bowyer
- 1579 George Bond (anh trai của William Bond, HS 1567), Thomas Starkie
- 1580 Martin Calthorpe, John Harte
- 1581 Ralph Woodcock, John Allot
- 1582 Richard Martin, William Webbe
- 1583 William Rowe, John Hayden, Cuthbert Buckell
- 1584 William Masham, John Spencer
- 1585 Stephen Slaney, Henry Billingsley
- 1586 Anthony Radclife, Henry Parnell
- 1587 Robert House, William Elkin
- 1588 Thomas Skinner, John Ketcher
- 1589 Hugh Ofley, Richard Saltonstall
- 1590 Richard Gurney, Stephen Soame
- 1591 Nicholas Mosley, Robert Broke
- 1592 William Ryder, Bennet Barnham (con trai của Francis, Sheriff 1571)
- 1593 John Garrard, Robert Taylor
- 1594 Paul Banning, Peter Hanton
- 1595 Robert Lee, Thomas Bennett
- 1596 Thomas Lowe, Leonard Halliday
- 1597 John Watts, Richard Godard
- 1598 Henry Rowe, John More
- 1599 Edward Holmeden, Robert Hampson

### Thế kỷ 17
Cảnh sát trưởng của Luân Đôn trong thế kỷ 17:
- 1600 Humphrey Weld, Roger Clarke
- 1601 Thomas Cambell, Thomas Smith, William Craven
- 1602 Henry Anderson, William Glover
- 1603 Sir James Pemberton, Sir John Swynnerton
- 1604 Sir William Romney, Sir Thomas Myddelton
- 1605 Sir Thomas Hayes, Sir Roger Jones
- 1606 Oliver Style (Jul–Nov), Sir Clement Scudamore, Sir John Jolles
- 1607 William Walthall, John Leman
- 1608 Geffrey Elwes, Nicholas Style
- 1609 George Bolles, Richard Farrington
- 1610 Sebastian Harvey, William Cockayne
- 1611 Richard Pyott, Francis Jones
- 1612 Edward Barkham, George Smithes
- 1613 Edward Rotherham, Alexander Prescot
- 1614 Thomas Bennet, Henry Jaye
- 1615 Peter Probie, Martin Lumley
- 1616 William Gore, John Gore
- 1617 Allan Cotton, Cuthbert Hacket
- 1618 William Holyday, Robert Johnson
- 1619 Richard Hearne, Hugh Hamersley
- 1620 Richard Deane, James Cambell
- 1621 Edward Allen, Robert Ducie
- 1622 George Whitmore, Nicholas Rainton
- 1623 John Hodges, Humfrey Hanford
- 1624 Ralph Freeman, Thomas Moulson
- 1625 Rowland Heylyn, Robert Parkhurst
- 1626 Thomas Westway, Ellis Crispe, John Poole, Christopher Clitherow
- 1627 Edward Bromfield, Richard Venn aka Fenne
- 1628 Maurice Abbot, Henry Garraway
- 1629 Rowland Backhouse, William Acton
- 1630 Humphrey Smith, Sir Edmund Wright
- 1631 Anthony Abdy, Robert Cambell
- 1632 Samuel Cranmer, Henry Prat
- 1633 Hugh Perry, Henry Andrews
- 1634 Gilbert Harrison, Richard Gurney
- 1635 John Highlord, John Cordall
- 1636 Thomas Soame, John Gayre
- 1637 William Abell, Jacob Garrard, 1st Nam tước
- 1638 Thomas Atkins, Edward Rudge
- 1639 Isaac Pennington, John Wollaston
- 1640 Thomas Adams, John Warner
- 1641 John Towse, Abraham Reynardson
- 1642 George Garret, George Clarke
- 1643 John Langham, Thomas Andrewes
- 1644 John Fowke, James Bunce
- 1645 William Gibbs, Richard Chambers
- 1646 John Kendricke, Thomas Foote
- 1647 Thomas Cullum, Simond Edmonds
- 1648 Samuel Avery, John Bide
- 1649 Thomas Vyner, Richard Browne
- 1650 Christopher Pack, Rowland Wilson, John Dethick
- 1651 Robert Tichborne, Richard Chiverton
- 1652 John Ireton, Andrew Riccard
- 1653 Stephen Eastwick, William Underwood
- 1654 James Philips, Walter Bigg
- 1655 Edmund Sleigh, Thomas Allen
- 1656 William Thompson, John Frederick
- 1657 Tempest Milner, Nathanael Temse
- 1658 John Robinson, T. Chandler, R. King
- 1659 Anthony Bateman, John Lawrence
- 1660 Francis Warner, William Love
- 1661 Sir William Bolton, Sir William Peake
- 1662 Francis Minell, Samuel Starling
- 1663 Sir Thomas Bludworth, Sir Willam Turner
- 1664 Sir Richard Ford, Sir Richard Reeves
- 1665 Sir George Waterman, Sir Charles Doe
- 1666 Sir Robert Hanson, Sir William Hooker
- 1667 Sir Robert Viner, Sir Joseph Sheldon
- 1668 Sir Dennis Gauden, Sir Thomas Davis
- 1669 John Forth, Sir Francis Chaplin
- 1670 Sir John Smith, Sir James Edwards
- 1671 Samuel Ford, Patience Ward
- 1672 Sir Jonathan Dawes, Sir Robert Clayton, Sir John Moore
- 1673 Sir William Pritchard, Sir James Smith
- 1674 Sir Henry Tulse, Sir Robert Geffrye
- 1675 Sir Nathaniel Herne, Sir John Lethieullier
- 1676 Sir Thomas Gould, Sir John Shorter
- 1677 Sir John Peake, Sir Thomas Stampe
- 1678 Sir Thomas Rawstern, Sir John Beckford
- 1679 Richard How, John Chapman
- 1680 Sir Jonathan Raymond, Sir Simon Lewis
- 1681 Slingsby Bethel, Henry Cornish
- 1682 Thomas Pilkington, Samuel Shute
- 1683 Sir Dudley North, Sir Peter Rich of Southwark
- 1684 Peter Daniel of Clapham, Samuel Dashwood of Bishopgate
- 1685 Sir William Gostlyn, Sir Peter (hay Benjamin) Vandeput[7]
- 1686 Sir Benjamin Thorowgood, Sir Thomas Kensey
- 1687 Sir Thomas Rawlinson, Sir Thomas Fowles
- 1688 Sir Basil Firebrace, Sir John Parsons
- 1689 Sir Humphrey Edwin, Sir John Fleet
- 1690 Sir Christopher Lethieullier, Sir John Houblon
- 1691 Sir Edward Clarke, Sir Francis Child
- 1692 Sir William Ashhurst, Sir Richard Levett
- 1693 Sir Thomas Lane, Sir Thomas Cooke
- 1694 Sir Thomas Abney, Sir William Hedges
- 1695 Sir John Sweetapple, Sir William Cole
- 1696 Sir Edward Wills, Sir Owen Buckingham
- 1697 Sir John Woolfe, Sir Samuel Blewitt
- 1698 Sir Bartholemew Gracedieu, Sir James Collett
- 1699 Sir William Gore, Sir Joseph Smart

### Thế kỷ 18

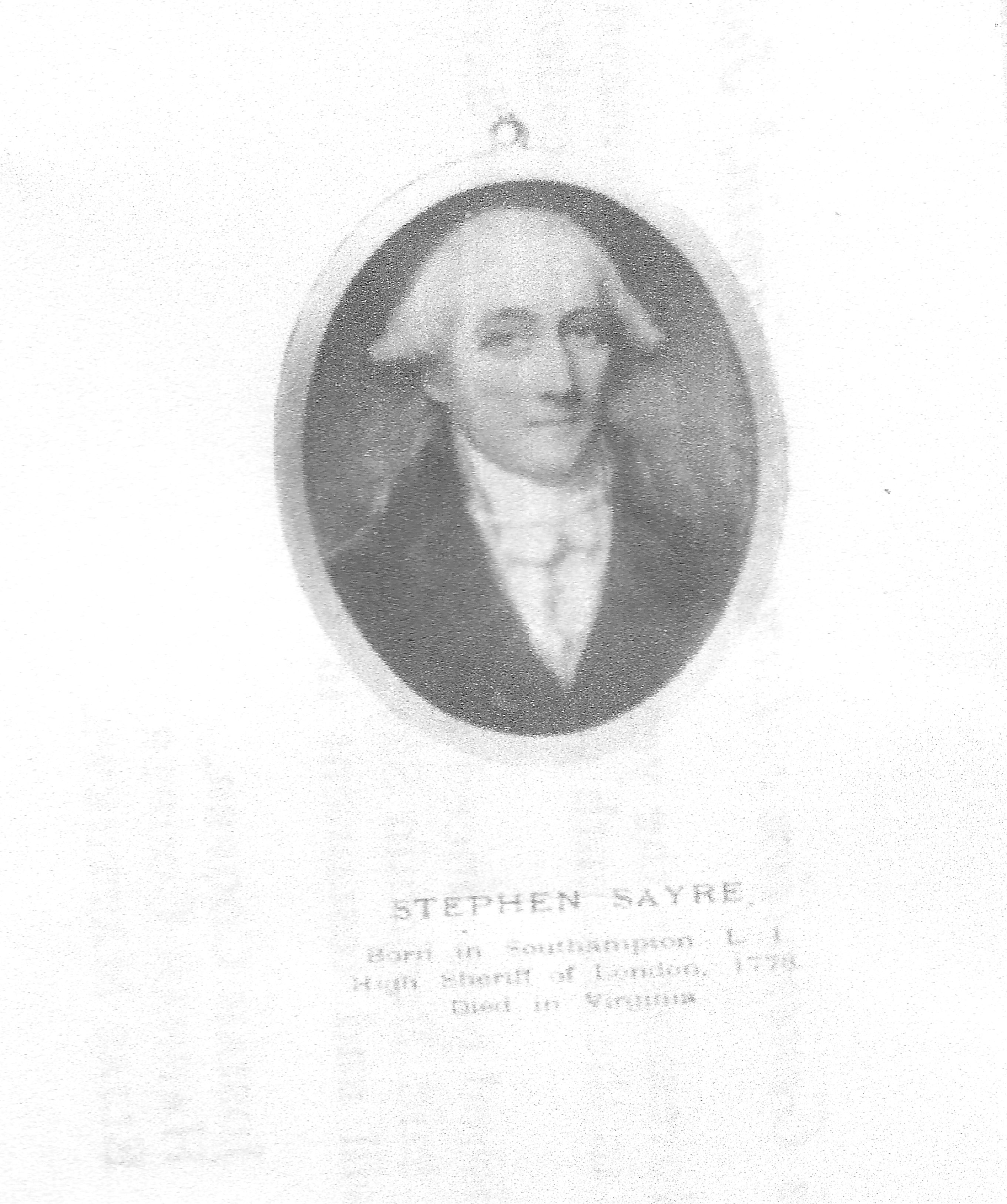
Stephen Sayre, Sheriff of the City of London 1773

Cảnh sát trưởng của Luân Đôn trong thế kỷ 18:
- 1700 Sir Charles Duncombe, Sir Jeffery Jefferies
- 1700 Sir Robert Beachcroft, Sir Henry Furnese
- 1701 Sir William Withers, Sir Peter Floyer (died in office), Sir James Bateman
- 1702 Sir Robert Bedingfeld, Sir Samuel Garrard, 4th Baronet
- 1703 Sir Gilbert Heathcote, Sir Joseph Woolfe
- 1704 Sir J. Buckworth, Sir William Humphreys
- 1705 Sir Charles Thorold, Sir Samuel Stanier
- 1706 Sir William Benson, Sir Ambrose Crowley
- 1707 Sir Benjamin Green, Sir Charles Peers
- 1708 Sir Charles Hobson, Sir Richard Guy
- 1709 Sir Richard Hoare, Sir Thomas Dunk
- 1710 Sir George Thorold, Sir Francis Eyles
- 1711 Sir John Cass, Sir William Stewart
- 1712 Sir William Lewen of Ewell, Sir Samuel Clarke
- 1713 Sir Francis Forbes, Sir Joshua Sharpe
- 1714 Sir Robert Breedon, Sir Randolph Knipe
- 1715 Sir John Ward, Sir John Fryer
- 1716 Sir Gerard Conyers, Sir Charles Cooke
- 1717 Sir Peter Delmé, Sir Harcourt Master
- 1718 Sir John Bull, Sir Thomas Ambrose
- 1719 Sir John Eyles, Sir John Tash
- 1720 Sir George Caswall, Sir William Billers
- 1721 Sir George Merttins, Sir Edward Beecher
- 1722 Humphry Parsons, Sir Francis Child
- 1723 Sir Richard Hopkins, Sir Felix Feast, Sir Edward Bellamy
- 1724 Sir Robert Baylis, Sir Joseph Eyles
- 1725 Sir Francis Porten, Sir Jeremiah Murden, Sir John Thompson
- 1726 Sir John Lock, Sir William Ogbourn
- 1727 Sir John Grosvenor, Sir Thomas Lombe
- 1728 Sir Richard Brocas, Richard Levett
- 1729 John Barber, Sir John Williams
- 1730 John Fuller, Sir Isaac Shard
- 1731 Samuel Russel, Thomas Pindar
- 1732 Robert Alsop, Sir Henry Hankey
- 1733 Rob. Westley, Daniel Lambert
- 1734 Micajah Perry, Sir John Salter
- 1735 Sir John Barnard, Sir Robert Godschall
- 1736 Sir William Rous, Benjamin Rawlings
- 1737 Sir George Champion, Thomas Russel (chết trong văn phòng và được thay thế bởi Sir Robert Kendal Carter)
- 1738 James Brooke, William Westbrooke
- 1739 George Heathcote, Sir John Lequesne
- 1740 Henry Marshall, Richard Hoare
- 1741 Robert Willimot, William Smith
- 1742 William Benn, Charles Eggleton
- 1743 Sir Robert Ladbroke, Sir William Calvert
- 1744 Walter Bernard, Sir Samuel Pennant
- 1745 John Blachford, Francis Cokayne
- 1746 Thomas Winterbottom, Robert Alsop
- 1747 Sir Crisp Gascoyne, Edward Davies
- 1748 Edward Ironside, Sir Thomas Rawlinson
- 1749 W. Whitaker, Sir Stephen Janssen, Nam tước thứ 4
- 1750 William Alexander, Robert Scott
- 1751 Slingsby Bethell, Marshe Dickinson
- 1752 Sir Charles Asgill, Sir Richard Glyn
- 1753 Sir Thomas Chitty, Sir Matthew Blakiston
- 1754 Sir Samuel Fludyer, Sir John Torriano
- 1755 William Beckford, Ive Whitbread
- 1756 William Bridgen, William Stephenson
- 1757 George Nelson, Francis Gosling
- 1758 Alexander Master, James Dandridge
- 1759 George Errington, Paul Vaillant
- 1760 Sir Robert Kite, Sir William Hart
- 1761 Sir Nathaniel Nash, Sir John Cartwright
- 1762 Sir Thomas Challenor, Sir Henry Bankes
- 1763 Hon. Thomas Harley, Richard Blunt, Samuel Turner
- 1764 Sir Thomas Harris, Brass Crosby
- 1765 Brackley Kennett, Benjamin Charlwood, Barlow Trecothick
- 1766 Sir Robert Darling, Sir James Esdaile
- 1767 Richard Peers, William Nash
- 1768 Thomas Hallifax, John Shakespear
- 1769 James Townsend, John Sawbridge
- 1770 William Baker, Joseph Martin
- 1771 John Wilkes, Frederick Bull
- 1772 Richard Oliver, Sir Watkin Lewes
- 1773 Stephen Sayre, Sir William Plomer (từ chức và được thay thế bởi William Lee)
- 1774 Sir William Plomer, John Hart
- 1775 Nathaniel Newnham, George Hayley[4]
- 1776 Samuel Plumbe, Nathaniel Thomas[4]
- 1777 Richard Clark. Robert Peckham[4]
- 1778 John Burnell, Henry Kitchen[4]
- 1779 Thomas Wright, Evan Pugh[4]
- 1780 Thomas Sainsbury,[9] William Crichton[4]
- 1781 William Gill, William Nicholson[4]
- 1782 Sir Robert Taylor,[10] Benjamin Cole
- 1783 Sir Barnard Turner (chết năm 1784),[11] William Pickitt, Thomas Skinner[4]
- 1784 John Boydell, John Hopkins, John Bates[4]
- 1785 Sir James Sanderson, Kt later Sir James Sanderson, Nam tước,[12] Brook Watson
- 1786 Paul Le Mesurier[13] Charles Higgins[4]
- 1787 James Fenn, Matthew Bloxham[4]
- 1788 William Curtis,[14] Sir Benjamin Hammett of Taunton, Somerset,[15] John Newman[16]
- 1789 William Newman, Thomas Baker[4]
- 1790 Sir Richard Carr Glyn, sau Sir Richard Glyn, Nam tước, Nhà Gaunt,[17] Sir John Anderson, George Mackenzie Macauley[4]
- 1791 John William Anderson, Harvey Christian Combe[18]
- 1792 Alexander Brander, Sir Benjamin Tibbs, Kt[4]
- 1793 Peter Perchard, Charles Hammerton[4]
- 1794 Sir John Eamer, Sir Robert Burnett[4]
- 1795 Sir Richard Glode, John Liptrap[4]
- 1796 Sir Stephen Langston, Sir William Staines[4]
- 1797 Sir William Herne, Robert Williams[4]
- 1798 William Champion, Peter Mellish, Sir Charles Price[4]
- 1799 Charles Flower,[19] John Blackwall[4]

### Thế kỷ 19
- 1800 Thomas Cadell, John Perring[20]
- 1801 William Rawlins, Robert Albion Cox [19]
- 1802 Sir Richard Walsh, Sir James Alexander[20]
- 1803 Sir James Shaw,[21] Sir William Leighton[20]
- 1804 Sir William Domville, George Scholey [19]
- 1805 Thomas Smith,[19] John Ansley[20]
- 1806 Sir James Brancombe, Sir Jonathan Miles[20]
- 1807 Sir Richard Phillips, Christopher Smith[22]
- 1808 Sir Claudius Hunter, Joshua Jonathan Smith [19]
- 1809 Right Hon. Matthew Wood,[23] John Atkins,[23] Sir Turner Barnard
- 1810 Sir William Plomer,[19] Samuel Goodbehere [19]
- 1811 Samuel Birch,[19] William Heygate [19]
- 1812 Sir Michael Hoy, John Blades[4]
- 1813 Christopher Magnay,[24] Thomas Coxhead Marsh[20]
- 1814 Joseph Leigh, John Reay[20]
- 1815 Thomas Bell,[20] John Thomas Thorp [19]
- 1816 George Bridges,[19] Robert Kirby[20]
- 1817 Sir George Alderson, Francis Desanges[20]
- 1818 Thomas Roberts, Lawrence Gwynne[20]
- 1819 Joseph Wilfred Parkins, Richard Rothwell [19]
- 1820 Robert Waithman,[19] James Williams[20]
- 1821 William Venables,[19] John Garrett[25]
- 1822 William Thompson,[26] Matthias Prime Lucas [19]
- 1823 Sir Peter Laurie,[26] George Byrom Whittaker[20]
- 1824 Sir John Key, Nam tước,[19] Anthony Brown [19]
- 1825 Thomas Kelly,[19] John Crowder [19]
- 1826 Charles Farebrother, Henry Winchester[27]
- 1827 Andrew Spottiswoode, Charles Stable[4]
- 1828 William Taylor Copeland,[19] Sir Felix Booth, 1st Baronet
- 1829 William Henry Richardson,[28] Mr Ward
- 1830 Sir Chapman Marshall,[19] William Henry Poland[28]
- 1831 Sir John Pirie, Nam tước[19] John Cowan [19]
- 1832 John Humphrey,[26] Richard Peek
- 1833 Samuel Wilson,[19] James Harmer [19]
- 1834 Alexander Raphael, John Illidge[29]
- 1835 Sir David Salomons[26] John Lainson[30]
- 1836 Sir James Duke,[26] John Johnson[30]
- 1837 Sir George Carroll, Moses Montefiore[31]
- 1838 Thomas Wood,[19] Thomas Johnson [19]
- 1839 William Evans, John Wheelton[32]
- 1840 Thomas Farncomb,[19] Michael Gibbs [19]
- 1841 William Magnay,[33] Alexander Rogers[30]
- 1842 William Hunter, John Kinnersley Hooper[26]
- 1843 Sir Francis Moon, Sir John Musgrove[26]
- 1844 Sir Thomas Sidney,[26] William Hunter [19]
- 1845 Sir John Laurie, William James Chaplin[34]
- 1846 Thomas Challis,[19] Robert William Kennard[33]
- 1847 William Cubitt,[19] Charles Hill[30]
- 1848 Thomas Quested Finnis,[19] Jacob Emanuel Goodheart[35]
- 1849 William Lawrence,[26] Donald Nicoll[30]
- 1850 Sir Robert Walter Carden,[26] George Edmund Hodgkinson[30]
- 1851 Richard Swift,[30] Thomas Cottkrell[36]
- 1852 John Carter,[26] Alexander Angus Croll[30]
- 1853 George Appleton Wallis[30] David Williams Wire [19]
- 1854 Sir Henry Muggeridge[26] Charles Decimus Crosley[37]
- 1855 William Anderson Rose,[30] Robert Hartley Kennedy[26]
- 1856 John Joseph Mechi,[26] Frederick Keats[38]
- 1857 Sir William Lawrence (con trai của Wm Lawrence, HS 1849),[33] William Ferneley Allen[26]
- 1858 Warren Stormes Hale, Edward Conder[26]
- 1859 Sir Thomas Gabriel,[19] Benjamin Samuel [19]
- 1860 Sir Andrew Lusk, James Abbiss[26]
- 1861 George Joseph Cockerell,[30] William Holme Twentyman[30]
- 1862 Sir James Clarke Lawrence,[26] Hugh Jones[30]
- 1863 Thomas Cave[30] Hilary Nicholas Nissen[39]
- 1864 Sir Thomas Dakin, Robert Besley[26]
- 1865 James Figgins,[40] Sills John Gibbons [19]
- 1866 Sir Sydney Hedley Waterlow, Nam tước,[19] Francis Lycett[30]
- 1867 Sir William McArthur, David Henry Stone[26]
- 1868 William Cotton, Charles William Cookworthy Hutton[41]
- 1869 Sir Joseph Causton,[26] Sir James Vallentin
- 1870 Sir Thomas Scambler Owden,[26] John Paterson[26]
- 1871 Sir Francis Wyatt Truscott,[26] Sir John Bennett [19]
- 1872 Sir Thomas White[26] Richard Young[42]
- 1873 Sir Charles Whetham,[26] John Henry Johnson
- 1874 Sir John Whittaker Ellis,[26] James Shaw
- 1875 Sir Henry Edmund Knight, Edgar Breffit[26]
- 1876 Simeon Charles Hadley,[26] William Quartermaine East[43]
- 1877 Sir John Staples, George Swan Nottage[26]
- 1878 George Burt,[44] Sir Alfed H. Bevan
- 1880 Sir Robert Fowler, Nam tước, Herbert Jameson Waterlow[26]
- 1881 Sir Reginald Hanson,[26] William Anderson Ogg[45]
- 1882 Polydore de Keyser, Sir Joseph Savory, Nam tước[26]
- 1883 Phineas Cowan, Clarence Smith[46]
- 1884 Sir George Faudel-Phillips[26]Sir James Whitehead,
- 1885 Sir David Evans,[26] Thomas Clarke[30]
- 1886 Sir Henry Aaron Isaacs,[26] Lt Col Sir Alfred Kirby[47]
- 1887 Sir Horatio Davies,[26] William Alpheus Higgs
- 1888 Sir Alfred James Newton, Edward James Gray[26]

## Cảnh sát trưởng Thành phố Luân Đôn

### Thế kỷ 19
- 1889 Sir Stuart Knill,[26] Sir Walter Henry Harris
- 1890 Sir William Farmer, Sir Augustus Glossop Harris[48]
- 1891 Harry Seymour Foster, Sir George Robert Tyler[26]
- 1892 Sir Joseph Renals,[30] Sir Walter Henry Wilkin[26]
- 1893 Sir Joseph Cockfield Dimsdale,[26] John Voce Moore[49]
- 1894 Sir Marcus Samuel,[30] George Hand[50]
- 1895 John Robert Cooper, Sir John Pound, 1st Baronet[51]
- 1896 James T. Ritchie, Sir Robert Rogers[52]
- 1897 Sir Frank Green,[26]Thomas Robert Dewar[53]
- 1898 Sir Frederick Alliston, Colonel Clifford Probyn[54]
- 1899 Sir William Purdie Treloar[26] Sir Alfred Henry Bevan [55]

### Thế kỷ 20
- 1900 Walter Vaughan Morgan,[56] Joseph Lawrence[56][57]
- 1901 Sir John Charles Bell,[58] Horace Brooks Marshall[58]
- 1902 Sir George Wyatt Truscott, Nam tước,[19] Sir Thomas Henry Brooke-Hitching[59]
- 1903 Sir John Knill, Nam tước bậc 2,[58] Sir Alfred James Reynolds[30]
- 1904 Rt-Hon. Sir Thomas Vezey Strong, K.C.V.O[58] George Joseph Woodman[58]
- 1905 Sir Henry George Smallman,[60] Sir Vansittart Bowater, 1st Baronet,[58]
- 1906 Sir William Dunn,[58] Sir Thomas Boor Crosby[26]
- 1907 Charles Cheers Wakefield,[58] Sir David Burnett, 1st Baronet[26]
- 1908 Sir John Baddeley,[58][61] Francis Stanhope Hanson[61]
- 1909 James Roll,[58] Ralph Slazenger[30]
- 1910 Sir Charles Johnston,[58] Henry Cecil Buckingham[62]
- 1911 Charles Augustus Hanson,[58][63] George Briggs[63]
- 1912 Sir Edward Ernest Cooper,[64] Alfred Louis Bower[30]
- 1913 Lt-Col John Humphery,[65] Frederick George Painter[65][66]
- 1914 Edward Cecil Moore,[67] Reverend Henry Cart de La Fontaine[67]
- 1915 George Alexander Touche,[53][66][68] Samuel George Shead[68]
- 1916 Sir George Haysom, Major Lewis Arthur Newton[69]
- 1917 Rowland Blades, Henry Frankland Hepburn[70]
- 1918 Colonel William Robert Smith MD, Bannister Flight Fletcher[71]
- 1919 Curtis George Ashdown, Charles Eves[72]
- 1920 Sidney Wishart, Henry Newton Knights[73]
- 1921 Harold John de Courcy Moore, George Mills McKay[74]
- 1922 Stephen Henry Molyneux Killick, John Edward Kynaston Studd[75]
- 1923 Thomas Middleton Dron, Richard Christopher Sennett[76]
- 1924 Frederick James Barthorpe, Harold George Downer[77]
- 1925 Charles Batho, Francis Agar[78]
- 1926 Harry Percy Shepherd, Percy Vincent[79]
- 1927 Henry E Davenport, Frederick Daniel Green[80]
- 1928 Sir William Alfred Waterlow, William George Coxen[81]
- 1929 Frank Henry Bowater, William Phené Neal[82]
- 1930 Maurice Jenks, Daniel George Collins[83]
- 1931 Percy Walter Greenaway, George Henry Wilkinson[84]
- 1932 Charles Henry Collett, William Lacon Threlford[85]
- 1933 Isadore Nathan Jacobs, Samuel George Joseph[86] Jacobs resigned, Sir George Broadbridge elected in his place ngày 10 tháng 10 năm 1933[87]
- 1934 Harry Augustus Edward Twyford, John Slocombe Pearse[88]
- 1935 Lieutenant-Colonel John Dawson Laurie,[89] Colonel William James Waldron[90]
- 1936 Frank Joseph Pollitzer, Charles James Hugh McRea[91]
- 1937 Richard William Eaton, William Henry Champness[92]
- 1938 Frederick Rowland, George Godfrey Warr[93]
- 1939 Frank Newson-Smith, Denys Colquhoun Flowerdew Lowson[94]
- 1940 Frank Samuel Alexander, George Percy Trentham[95] Trentham was killed in an air raid, December 1940[96] Horace Boot was elected in his place ngày 18 tháng 12 năm 1940.[97]
- 1941 Sir Howard Button, Rupert de la Bère[98]
- 1942 Colonel Charles Arthur Davis, Robert Roy Scott Hewett[99]
- 1943 Bracewell Smith MP, Gervase Wood[100]
- 1944 Harold Walter Seymour Howard, Septimus Marshall[101]
- 1945 Frederick Tidbury Beer, Frederick Michael Wells[102]
- 1946 Sir George Aylwen, Charles Gordon Dickson[103]
- 1947 Sir Leslie Boyce, Richard Christmas Hammett[104]
- 1948 Sir Noël Vansittart Bowater, Major Thomas Guy Fenton Richardson[105]
- 1949 Cuthbert Lowell Ackroyd, Major Stanley Walter Wells[106]
- 1950 Lieutenant-Colonel George James Cullum Welch, Percy Lovely[107]
- 1951 Denis Henry Truscott, Clement James Harman[108]
- 1952 Sydney Harold Gillett, Sidney Joseph Fox[109]
- 1953 Edmund Stockdale, Norman Tremellen[110]
- 1954 Edward Calcott Pryce, Leslie Barnett Prince[111]
- 1955 Bernard Waley-Cohen, William Gilbert Allen[112]
- 1956 Frederick Alfred Hoare, Sir James Miller[113]
- 1957 Anthony George Clifton-Brown, Samuel Richard Walker CBE[114]
- 1958 Ralph Edgar Perring, John Edward Evan-Cook[115]
- 1959 Hubert Pitney, Cyril Derry[116]
- 1960 Richard Home Studholme, Adam Kennedy Kirk[117]
- 1961 Jonathan Lionel Percy Denny, Christopher Selwyn Priestley Rawson[118]
- 1962 Robert Bellinger, Alan Pearce Greenaway[119]
- 1963 Gilbert Samuel Inglefield, Gilbert Harold Samuel Edgar CBE[120]
- 1964 Arthur Harris Ley, Arnold Charles Trinder[121]
- 1965 Ian Frank Bowater, Cyril Sweett[122]
- 1966 Herbert Graham Donovan Toye, Douglas Rowland Holdsworth Hill[123] 
Hill died ngày 16 tháng 10 năm 1966,[124] Sir Hamilton Edward de Coucey Howard, Bt elected in his place ngày 27 tháng 10 năm 1966.[125]
- 1967 Peter Malden Studd, Lindsay Roberts Ring[126]
- 1968 Lieutenant-Colonel Godfrey Sturdy Incledon-Webber, Kenneth Gordon McNeil CBE[127]
- 1969 Alan Mais, Baron Mais, Richard Theodore Beck[128]
- 1970 Sir Peter Gadsden,[129] Hugh Walter Kingwell Wontner
- 1971 Henry Murray Fox, Neville Rayner[130]
- 1972 G.B.Graham, Henry Wimburn Sudell Horlock
- 1973 Robin Gillett, Cyril Anthony Hart
- 1974 Hon. [Sir] Peter Beckford Rutgers Vanneck, A. Hugh Olson
- 1975 Kenneth Cork, Robert Anthony Ralph Hedderwick
- 1976 Alexander Colin Cole, Alan Seymour Lamboll
- 1977 Michael H. Hinton, Bernard Joseph Brown
- 1978 Kenneth Alfred Ballard, Ronald Gardner-Thorpe
- 1979 Sir Christopher Leaver,[131] John Garrow Maclachan Hart
- 1980 Sir Anthony Jolliffe, David Gilbert Charles Inglefield
- 1981 Mary Donaldson, Anthony Noel Eskenzi
- 1982 Allan Davis, Alan Traill[132]
- 1983 Richard Christopher Larkins Charvet, Rodney Cyril Alban FitzGerald
- 1984 David Rowe-Ham,[133] Greville D. Spratt
- 1985 Christopher Collett,[33] Jack Edward Neary
- 1986 Alexander Graham,[134] Hugh Bidwell[135]
- 1987 Sir Brian Garton Jenkins,[136] Richard Saunders
- 1988 Francis McWilliams, Simon Anthony Allen Block
- 1989 Derek Edwards, Paul Newall
- 1990 Christopher Walford, John A.F. Taylor
- 1991 John Raymond Perring, R.N. Young
- 1992 Sir Roger William Cork,[137] Anthony David Moss
- 1993 Sir John Chalstrey, Jeremy Millard Butler Gotch
- 1994 Richard Nichols, Jonathan Philip Charkham
- 1995 Peter Levene,[138] Kenneth Edwin Ayers
- 1996 Clive Martin, Keith Knowles[139]
- 1997 Sir David Howarth Seymour Howard, Baronet,[140] Michael Oliver
- 1998 Brian Nicholas Harris,[141] Gavyn Farr Arthur
- 1999 Robert Finch, Pauline Halliday

### Thế kỷ 21
- 2000 Richard Devenish Agutter,[142] Nigel Anthony Chimmo Branson[143]
- 2001 Michael Berry Savory,[26] David Robin Mauleverer[144]
- 2002 Martin Courteney Clarke,[145] David William Brewer[146]
- 2003 Geoffrey Bond,[147] Nick Anstee[148]
- 2004 David Cobb,[149] John Hughesdon[150]
- 2005 John Stuttard,[151] Kevin Kearney[144]
- 2006 Sir David Lewis,[152] Richard Regan
- 2007 Ian David Luder, Michael David Bear[153]
- 2008 Roger Gifford, George Gillon[154]
- 2009 David Wootton,[155] Peter J Cook
- 2010 Richard Sermon,[156] Fiona Woolf[157]
- 2011 Wendy Mead, Alan Yarrow[158]
- 2012 Hon Jeffrey Evans, Nigel Pullman
- 2013 Sir Paul Judge, Robert Adrian Joseph Waddingham CBE[159]
- 2014 Fiona Josephine Adler, Dr Andrew Parmley[160]
- 2015 Dr Christine Rigden,[161] Charles Bowman[162]
- 2016 Peter Kenneth Estlin, William Anthony Bowater Russell[163]
- 2017 Timothy Russell Hailes, Neil Graham Morgan Redcliffe[164]